# Glaswaan
Glaswaan is een manifestatie van een psychiatrische aandoening waarbij de patiënt zich inbeeldt van glas te zijn en bij het stoten tegen voorwerpen of personen in scherven te zullen breken. Deze waan is vooral opgetekend in het laatmiddeleeuwse en vroegmoderne Europa. De juistheid van de historische gegevens wordt betwijfeld en glaswaan wordt niet meer als een zelfstandig ziektebeeld beschouwd.

## Geschiedenis
De eerste getuigenissen over iemand die bij vlagen geloofde dat hij volledig van glas was gemaakt, betreffen de Franse koning Karel de Waanzinnige (1368-1422). In de 16e eeuw begon men het verschijnsel frequent waar te nemen. Een variant was aardewerkwaan, met eenzelfde gevoel van breekbaarheid. Partiële wanen, beperkt tot specifieke lichaamsdelen, kwamen ook voor. De Antwerpse dichter en geleerde Caspar Barlaeus (1584-1648) zou in de waan hebben verkeerd dat zijn zitvlak van glas was.
De eerste medische beschrijving van glaswaan is te vinden bij Levinus Lemnius. In De habitu et constitutione corporis, verschenen te Antwerpen in 1561, behandelt hij het als een vorm van melancholie door een teveel aan zwarte gal. De Deense arts Thomas Bartholin schreef over een patiënt wiens glaswaan betrekking had op zijn zitvlak, mogelijk geïnspireerd door Barlaeus.
Ook in de letterkunde werd het fenomeen gretig opgepikt. In het verhaal De licentiaat van glas uit Novelas ejemplares (1613) liet Miguel de Cervantes de hoofdpersoon Tomás Rodaja een liefdesdrank nemen die hem glaswaan bezorgt. Mogelijk was hij op het idee gebracht door de Spaanse reis van de glaswaanzinnige Kaspar von Barth () in 1604. Constantijn Huygens gebruikte de aandoening in zijn satirische gedicht 't Costelick mal (1622).
Na 1850 nam het aantal gevallen van glas- en aardewerkwaan sterk af. Mogelijk had dat te maken met het feit dat artsen psychiatrische patiënten werkelijk begonnen te bezoeken en een andere onderzoeksmethode begonnen te hanteren.